# Pliosauroidea
Pliosauroidea este o cladă dispărută de reptile marine. Pliosauroizii, cunoscuți și sub denumirea de pliosauri, sunt cunoscuți din perioadele Jurasic și Cretacic. Pliosauroizii erau pleziozauri cu un gât scurt, capete mari ca de crocodil și fălci masive cu dinți. Ei includeau inițial doar membri ai familiei Pliosauridae, din ordinul Plesiosauria, dar acum sunt incluse și alte câteva genuri și familii, numărul și detaliile cărora variază în funcție de clasificarea utilizată.
Caracteristicile distinctive sunt gâtul scurt și capul alungit, cu aripile posterioare mai mari comparativ cu cele din față. Erau carnivori cu fălcile lungi și puternice cu mulți dinți ascuțiți, conici. Pliosaurii au, de obicei, o lungime de la 4 la 15 metri. Este posibil ca prada lor să fi inclus pești, rechini, ihtiozauri, dinozauri și alți pleziozauri.
Cele mai mari specii cunoscute sunt Kronosaurus și Pliosaurus macromerus; alte genuri bine cunoscute includ Rhomaleosaurus, Peloneustes și Macroplata. Exemplare de fosile au fost găsite în Africa, Australia, China, Europa, America de Nord și America de Sud.